# حلوى الساقو
حلوى الساقو أو الساقو هو طبق حلى عربي من حُبيبات الساغو المغلّية مع مصهور السكر. يشتهر الساقو في الخليج العربي.

## انظر أيضا

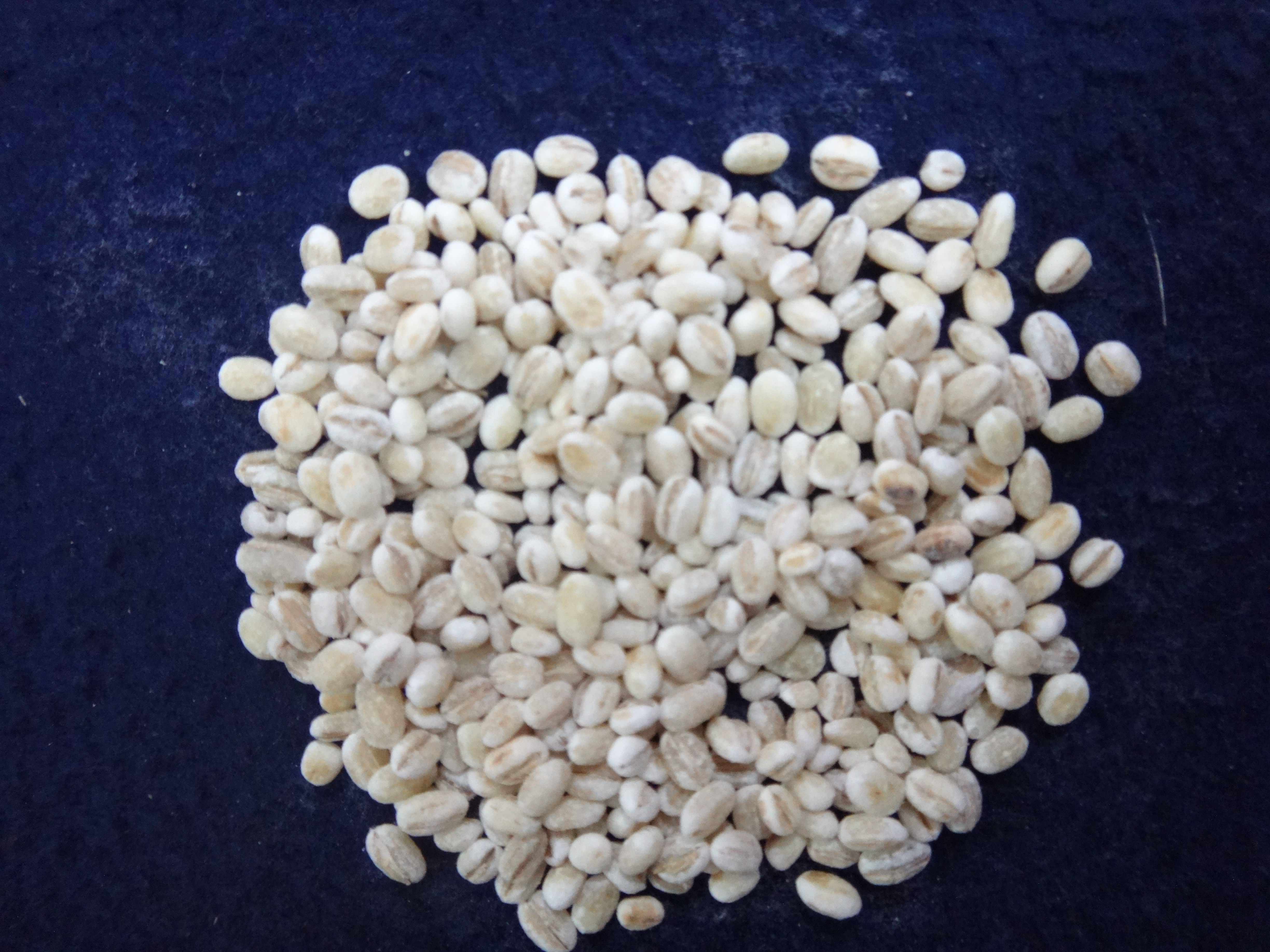
حبيبات الساغو

## وصلات خارجية
- وصفات تحضير الساقو على كوكباد.
- مقطع شرح كيفية تحضير الساقو على فتافيت.